# Congrès universel d'espéranto de 1953
Pour un article plus général, voir Congrès universel d'espéranto.
 (décembre 2024).
Le congrès universel d’espéranto de 1953 est le 38e congrès universel d’espéranto, organisé en août 1953, à Zagreb en Croatie alors en Yougoslavie.